# 蘇利南寬盔鯰
蘇利南寬盔鯰，為輻鰭魚綱鯰形目鼬鯰科的其中一種，為熱帶淡水魚，分布於南美洲蘇利南河流域，體長可達12.3公分，棲息在底層水域，生活習性不明。
种名 surinamensis 意为“苏里南的”。